# IC 2015
IC 2015 ist eine Spiralgalaxie Galaxie vom Hubble-Typ Sc im Sternbild Horologium am Südsternhimmel. Sie ist schätzungsweise 711 Millionen Lichtjahre von der Milchstraße entfernt und hat einen Durchmesser von etwa 105.000 Lichtjahren.
Das Objekt wurde im Jahr 1899 vom US-amerikanischen Astronomen DeLisle Stewart entdeckt.